# شعر یونانی

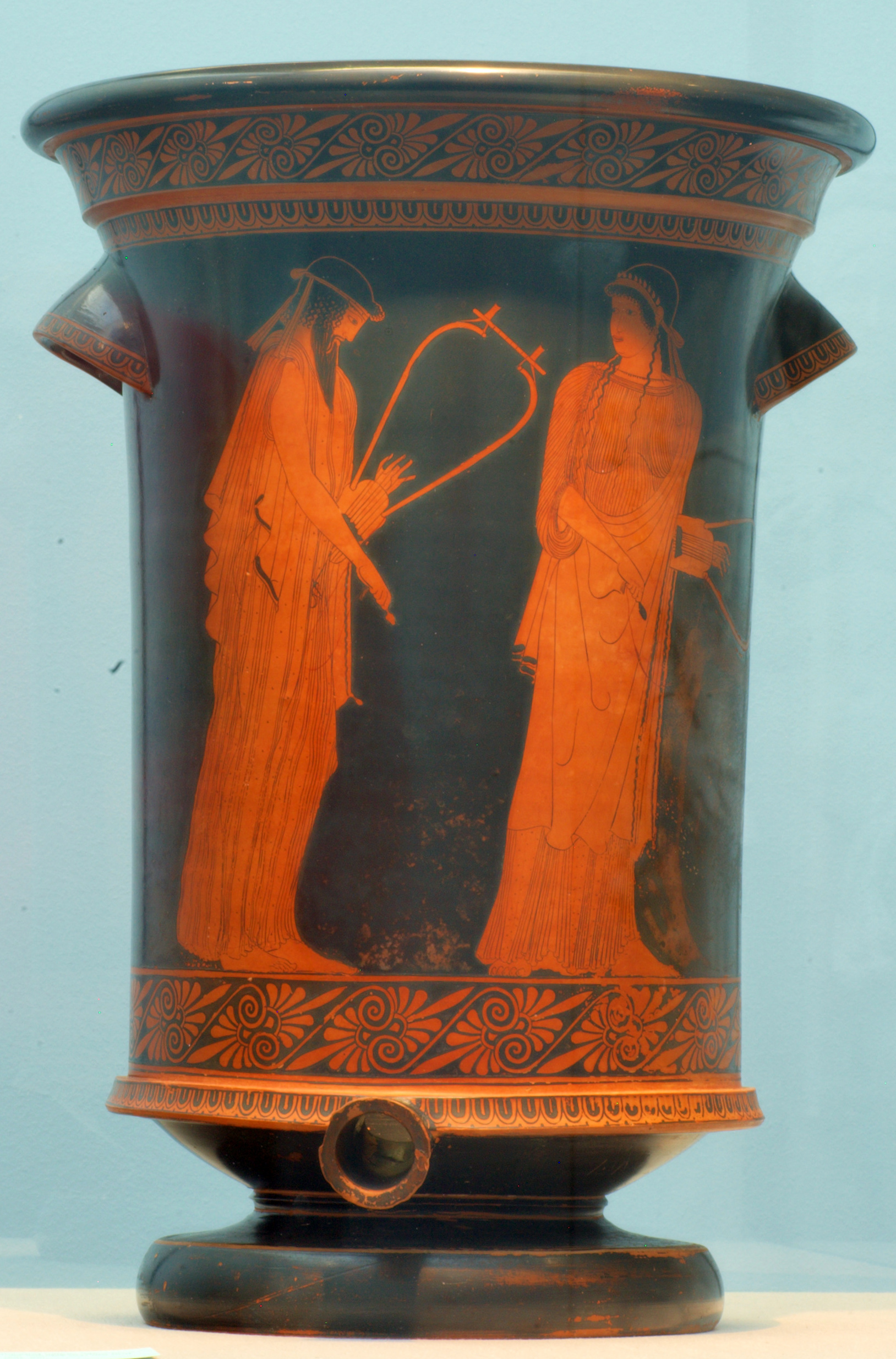
نقاشی از آلکایوس و سافو، دو شاعر یونان باستان

شعر بزمی یونانی (به یونانی: Ελληνικό λυρικό) یک نوع شعر غنایی است که در یونان باستان آغاز شد. این نوع شعر بیشتر مربوط به قرن هفتم تا پنجم قبل از میلاد است، که گاهی اوقات به عنوان «عصر شعر یونان» شناخته می‌شود. البته شعر یونانی تا دوره هلنیستی و امپراتوری روم ادامه یافته‌است.
شعر بزمی براساس گفته‌های گوته یکی از سه دسته گسترده شعر در اروپای دوران قدیم است و در کنار حماسه و درام قرار می‌گیرد. شعر غنایی یونانی به شکل فرهنگی محصول قلمرو فکری، سیاسی و اجتماعی دولت-شهرهای یونانی است.